# Гематоэнцефалический барьер

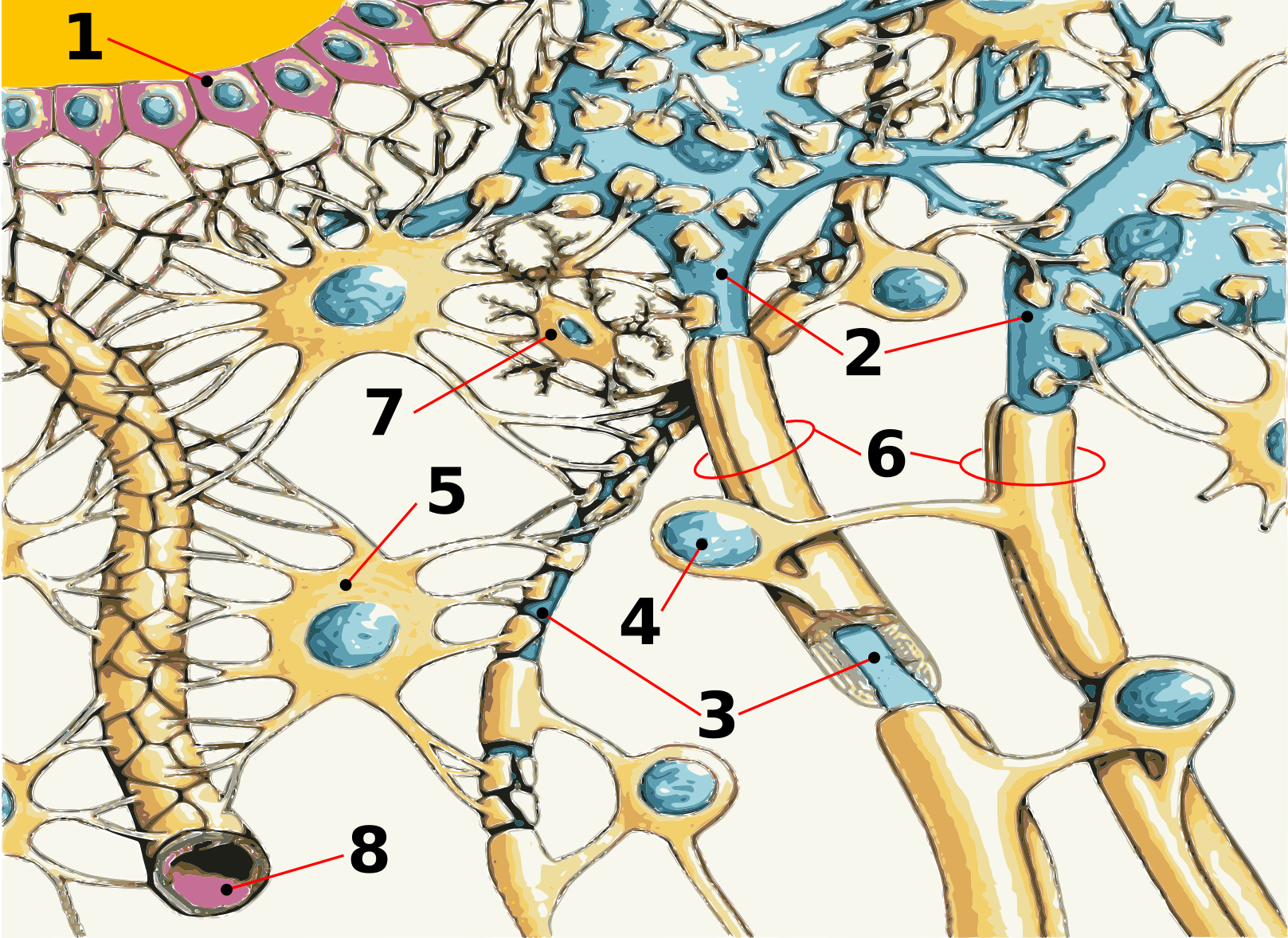
Взаимоотношение клеток ткани мозга и капилляра:
1. Эпендима
2. Нейрон
3. Аксон
4. Олигодендроцит
5. Астроцит
6. Миелин
7. Микроглия
8. Капилляр

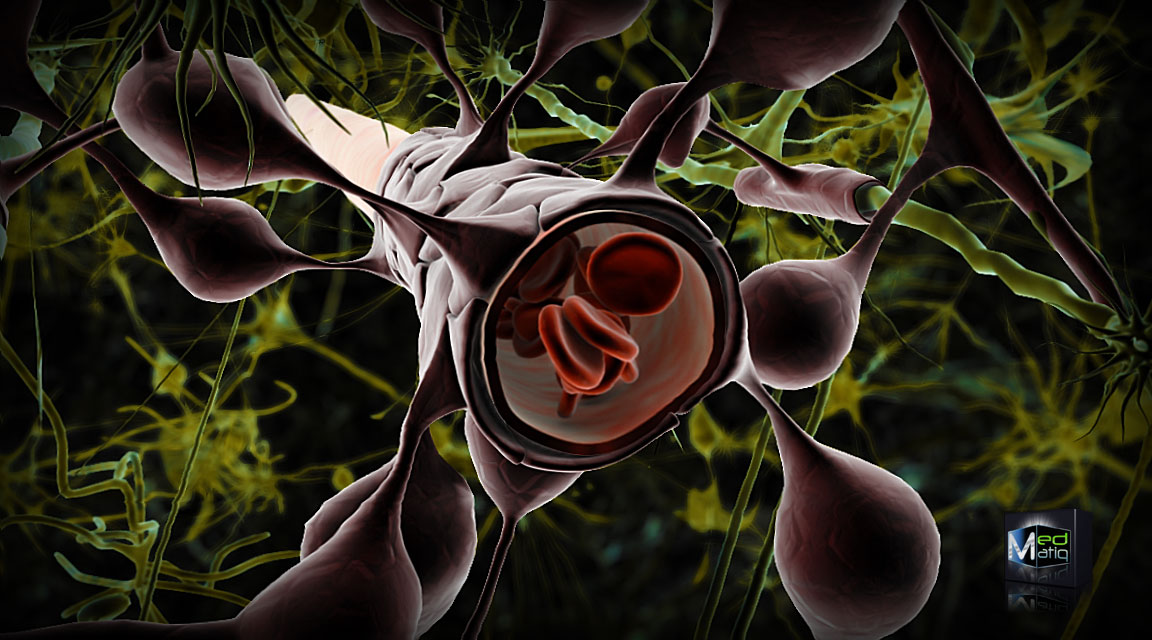
3D-модель гематоэнцефалического барьера

Гема́тоэнцефали́ческий барье́р (гемато-энцефалический барьер, ГЭБ) (от др.-греч. αἷμα, род. п. αἵματος — «кровь» и др.-греч. ἐγκέφαλος — «головной мозг») — физиологический гистогематический барьер между кровеносной системой и центральной нервной системой. ГЭБ имеют все позвоночные.
Главная функция ГЭБ — поддержание гомеостаза мозга. Он защищает нервную ткань от циркулирующих в крови микроорганизмов, токсинов, клеточных и гуморальных факторов иммунной системы, которые воспринимают ткань мозга как чужеродную. ГЭБ выполняет функцию высокоселективного фильтра, через который из артериального русла в мозг поступают питательные, биоактивные вещества; в направлении венозного русла с глимфатическим потоком выводятся продукты жизнедеятельности нервной ткани.
Вместе с тем, наличие ГЭБ затрудняет лечение многих заболеваний центральной нервной системы, так как он не пропускает целый ряд лекарственных препаратов.

## Развитие концепции гематоэнцефалического барьера

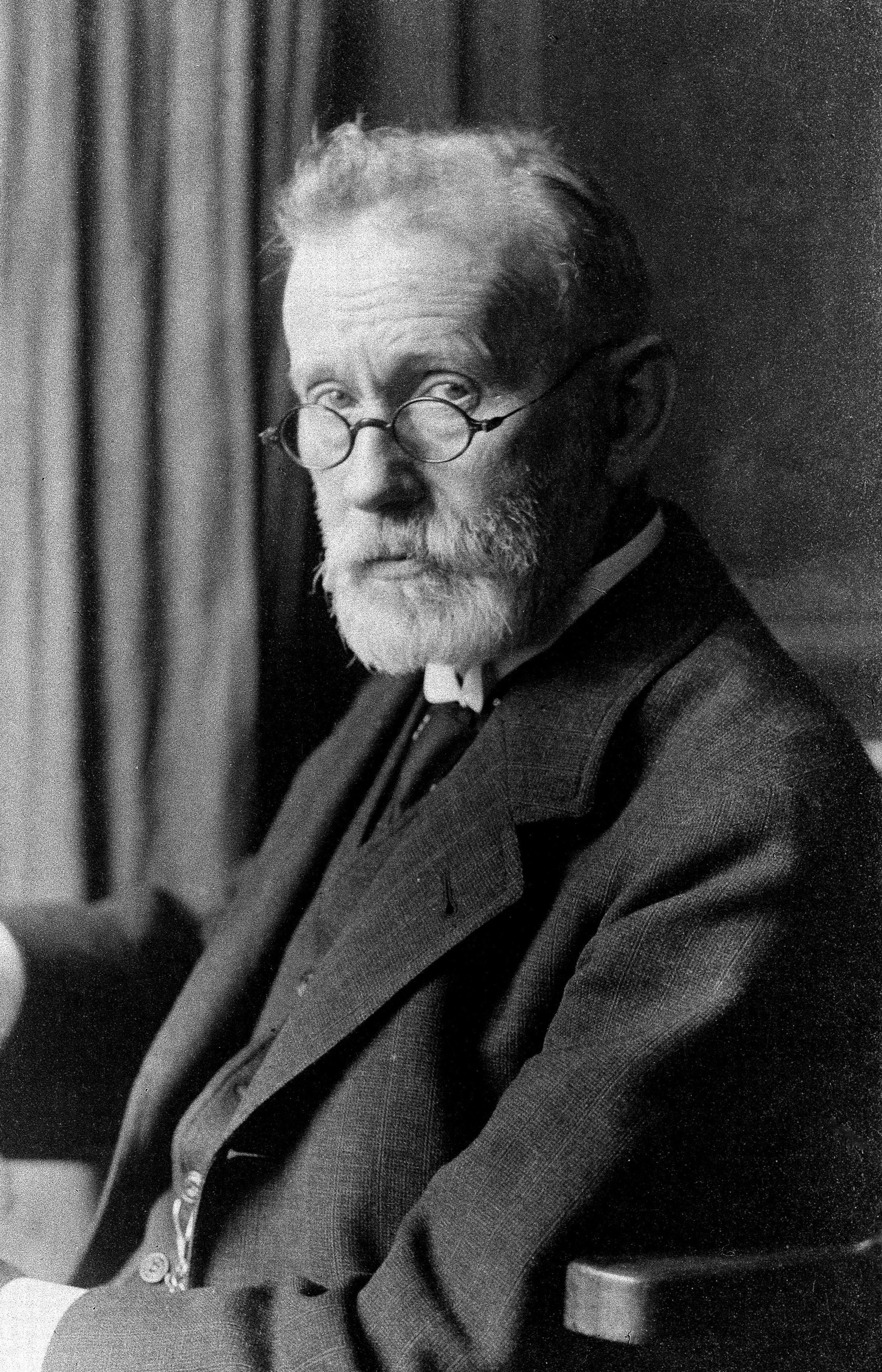
Основатель учения о ГЭБ Пауль Эрлих

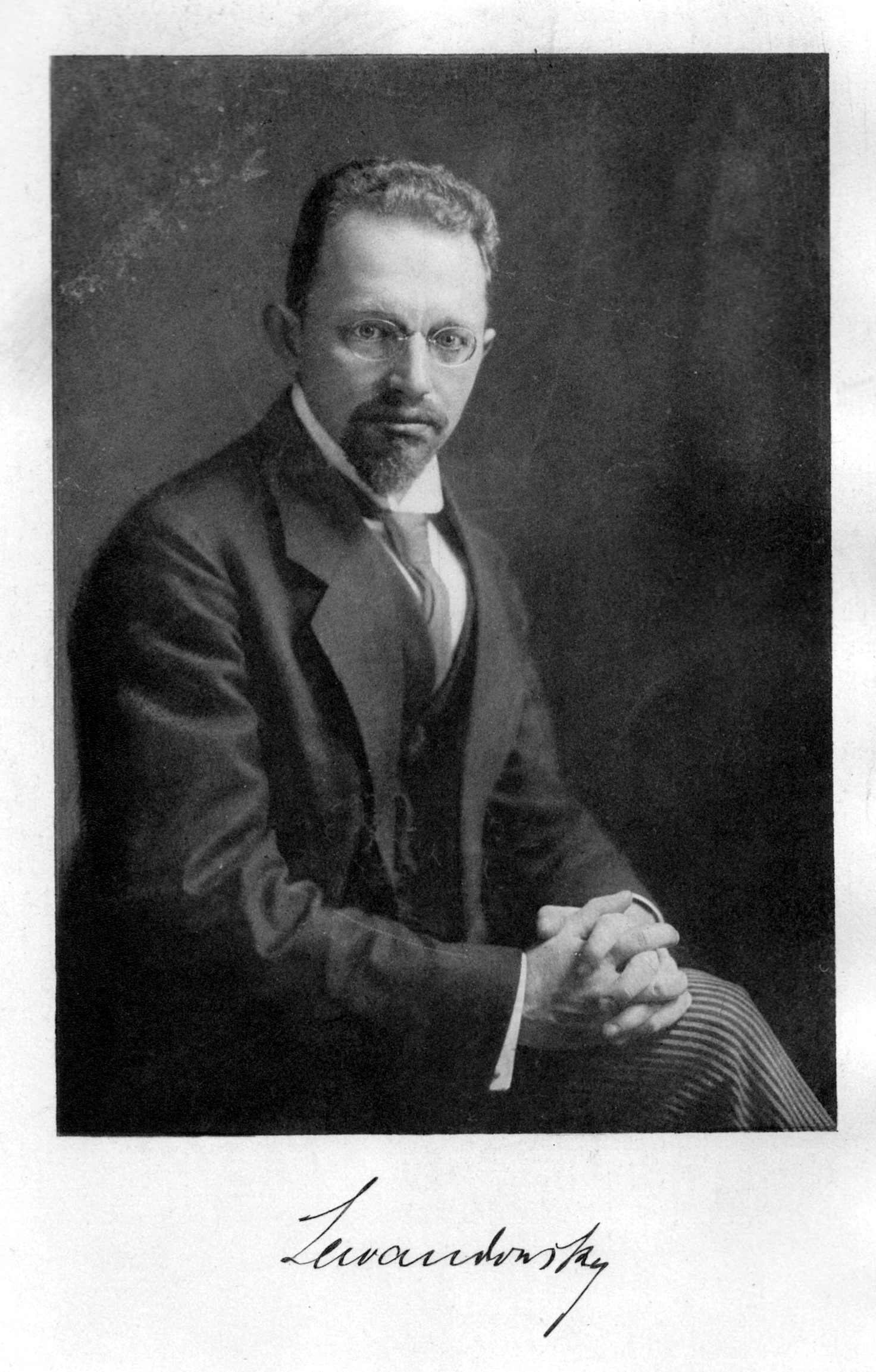
Макс Левандо́вский (1876—1916) впервые использовал термин «Blut-Hirn-Schranke» (перегородка между кровью и мозгом) в 1900 году

Первое свидетельство о существовании ГЭБ было получено в 1885 году Паулем Эрлихом. Он обнаружил, что введённый в кровеносное русло крысы краситель распространился по всем органам и тканям, кроме мозга. В 1904 году он высказал неверное предположение о том, что краситель не проникает в ткань мозга при внутривенном введении, так как не имеет к ней сродства. Южноафриканский хирург Эдвин Гольдман (1862—1913), ученик Эрлиха, обнаружил в 1909 году, что введённый внутривенно краситель трипановый синий не проникает в ткань мозга, но окрашивает сосудистое сплетение его желудочков. В 1913 году он показал, что краситель, введённый в спинномозговую жидкость собаки или лошади, проникает в ткань головного и спинного мозга, а периферические органы и ткани при этом не окрашиваются. На основании этих опытов Гольдман предположил наличие барьера между мозгом и кровью, который задерживает нейротоксические вещества.
В 1898 году венские патологи Артур Бидль (1869—1933) и Рудольф Краус (1868—1932) показали, что при введении жёлчных кислот в кровеносное русло нейротоксический эффект не возникал, однако при инъекции непосредственно в ткань мозга развивалась кома. Немецкий невролог Макс Левандовский повторил опыты Бидля и Крауса с гексацианоферратом калия. Получив схожие результаты, он впервые использовал термин «Blut-Hirn-Schranke» (перегородка между кровью и мозгом, 1900), принятый впоследствии также и в англоязычной литературе (blood-brain barrier).
В 1915 году швейцарский нейроанатом Константин фон Монаков в Цюрихе предположил, что хориоидное сплетение и нейроглия выполняют барьерную функцию. В последующие годы им совместно с сотрудниками было опубликовано несколько сугубо гистологических трудов, посвящённых хориоидному сплетению, которое один из его учеников (чилийский психоаналитик Фернандо Альенде-Наварро, 1890—1981) в публикации 1925 года именует «экто-мезодермальным барьером» (фр. barrière ecto-mésodermique).

Термин «гематоэнцефалический барьер» в 1921 году предложила Лина Соломоновна Штерн, первая женщина-профессор (professor extraordinaire) Женевского университета (1918)

Термин «гематоэнцефалический барьер» (фр. barrière hémato-encéphalique) был введён в научный обиход швейцарским, а затем советским физиологом Линой Соломоновной Штерн (первой женщиной — членом Академии наук СССР) в совместном со своими студентами Эрнестом Ротлиным (1888—1972) и Раймондом Готье (1885—1957) сообщении Женевскому медицинскому обществу (Société de Biologie et Médecine) 21 апреля 1921 года: 
Между кровью, с одной стороны, и спинномозговой жидкостью, с другой, есть особый аппарат или механизм, способный просеивать вещества, обыкновенно присутствующие в крови или случайно проникшие в неё. Мы предлагаем называть этот гипотетический механизм, пропускающий одни вещества и замедляющий или останавливающий проникновение других веществ, гематоэнцефалическим барьером.
 Первые сообщения Лины Штерн и Эрнеста Ротлина на заседании Société de physique et d’histoire naturelle de Genève и их публикация в Schweizer Archiv für Neurologie und Psychiatrie о наличии защитного барьера между мозгом и кровяным руслом относятся к 1918 году. Штерн и Ротлину посредством тончайшей канюли удалось ввести 1 мг кураре в пространство четвёртого желудочка экспериментального животного и зафиксировать медленную диффузию нейротоксина из спинномозговой жидкости сквозь лептоменингиальные мембраны в глубокие ядра мозжечка. В 1921 году выходит первая обзорная статья Л. С. Штерн в Schweizer Archiv für Neurologie und Psychiatrie, а в 1923 году её влиятельная работа «La barrière hémato-encéphalique dans les conditions normales et pathologiques», включённая в двухтомный коллективный сборник, посвящённый 70-летию Константина фон Монакова (1853—1930) и изданный тем же журналом. В последнем обзоре, помимо обобщения экспериментальных и гистологических исследований ГЭБ, его роли в нормальной физиологии и нейропатологии, Штерн также рассматривает и его действие в фармакодинамике и фармакокинетике нейротропных препаратов. В последующие годы Штерн, основываясь на анализе обширного экспериментального материала, сформулировала положения о ГЭБ и определила его значение для деятельности центральной нервной системы. В 1935 году под её редакцией был опубликован первый коллективный сборник, целиком посвящённый данной теме («Гемато-энцефалический барьер», М.—Л.: Биомедгиз, 1935). За исследования гематоэнцефалического барьера Л. С. Штерн в 1943 году была награждена Сталинской премией, денежную составляющую которой она передала на строительство санитарного самолёта.
В 1930-х годах было сформулировано различие между гематоэнцефалическим и гематоли́кворным барьером. Морфологические структуры, ответственные за ГЭБ, были детально изучены в 1960-х годах методами электронной микроскопии.

## Функции
Масса головного мозга человека составляет приблизительно 2 % от массы его тела. При этом потребление кислорода центральной нервной системой составляет 20 % от общего потребления кислорода организмом. Также, в противоположность другим органам, мозг обладает наименьшими запасами питательных веществ. Нервные клетки не могут обеспечить свои энергетические потребности путём одного лишь анаэробного гликолиза. Прекращение поступления крови к мозгу в течение нескольких секунд приводит к потере сознания, а через 10 минут наступает гибель нейронов. Такие энергетические потребности головного мозга обеспечиваются за счёт активного транспорта кислорода и питательных веществ через ГЭБ.
Нормальное функционирование мозга возможно лишь в условиях электролитного и биохимического гомеостаза. Колебания pH, концентрации калия в крови и других показателей не должны влиять на состояние нервной ткани. Циркулирующие в кровеносном русле нейромедиаторы не должны проникать в нервную ткань, где они могли бы изменить активность нейронов. Также мозг должен быть защищён от попадания в него чужеродных агентов, таких как ксенобиотики и патогенные микроорганизмы. ГЭБ — это также и иммунологический барьер, так как он непроницаем для многих микроорганизмов, антител и лейкоцитов.
Система кровеносных сосудов центральной нервной системы имеет ряд структурно-функциональных особенностей, отличающих их от сосудов других органов и тканей. Эти особенности обеспечивают функции питания, выведения продуктов жизнедеятельности и поддержания гомеостаза.
Нарушения ГЭБ могут вызывать поражения центральной нервной системы. Целый ряд неврологических заболеваний напрямую или косвенно связан с повреждением ГЭБ.

## Строение
|  |

Сравнительная схема строения периферического и церебрального капилляров

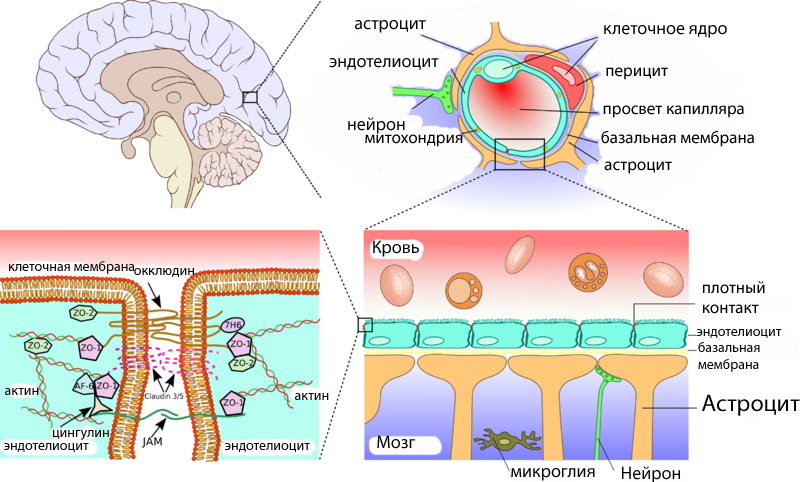
Строение ГЭБ — от ткани мозга к плотному контакту

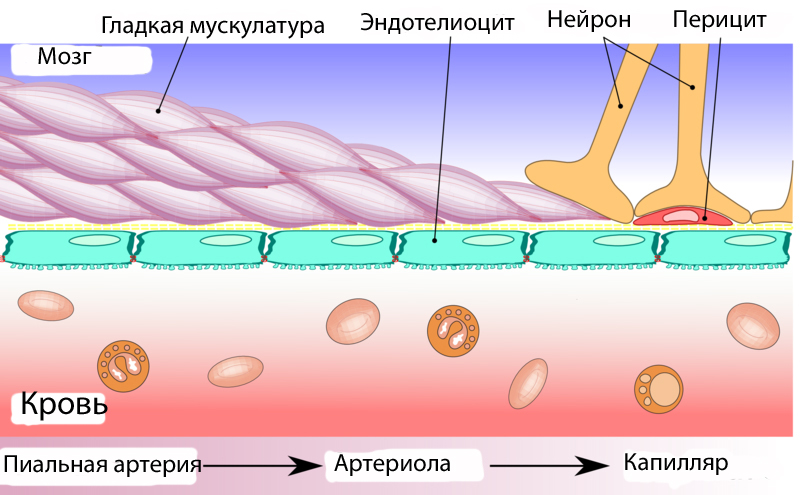
Схематическое строение сосудистой стенки артерии, артериолы и капилляра мозга

Основным элементом структуры ГЭБ являются эндотелиальные клетки. Особенностью церебральных сосудов является наличие плотных контактов между эндотелиальными клетками. В структуру ГЭБ также входят перици́ты и астроци́ты. Межклеточные промежутки между эндотелиальными клетками, перицитами и астроцитами — нейроглии , меньше, чем промежутки между клетками в других тканях организма. Эти три вида клеток являются структурной основой ГЭБ не только у человека, но и у большинства позвоночных.

### Эндотелий
Капиллярные сосуды выстланы эндотелиальными клетками. Эндотелий сосудов большинства тканей содержит открытые промежутки (фенестра́ции) диаметром около 50 нм и межклеточные щели от 100 до 1000 нм. Через эти промежутки вода и растворённые в ней вещества циркулируют между кровью и межклеточным пространством. Отличительной особенностью сосудов центральной нервной системы является отсутствие как фенестраций, так и межклеточных щелей между эндотелиальными клетками. Таким образом, эндотелиальная выстилка капилляров мозга является сплошной.
Другим отличием эндотелия церебральных капилляров от периферических является низкое содержание в них пиноцито́зных пузырьков (вези́кул).
Количество митохондрий в эндотелиальных клетках сосудов мозга в 5-10 раз выше, чем в эндотелии периферических сосудов. Столь высокое содержание митохондрий связано со значительными энергетическими потребностями эндотелиальных клеток ГЭБ, осуществляющих активный транспорт и обмен веществ. (Митохондрии — это органеллы, в которых происходит синтез молекул АТФ, являющихся основным источником энергии для клеток.)
ГЭБ является также метаболическим или ферментативным (энзиматическим) барьером. На поверхности клеточных мембран эндотелиальных клеток ГЭБ находится целый ряд ферментов, причём в значительно большем количестве, чем на мембранах других клеток паренхимы. Это такие ферменты, как гамма-глутамилтрансфераза и фосфатаза (в частности глюкоза-6-фосфатаза), катехол-О-метилтрансфераза, моноаминоксидаза и цитохром Р450. Благодаря высокой концентрации ферментов в эндотелиальных клетках ГЭБ многие вещества метаболизируются при транспортировании через цитоплазму этих клеток. Высота (размер в направлении, перпендикулярном стенке сосуда) эндотелиальной клетки ГЭБ составляет от 3 до 5 мкм (для сравнения, высота энтероцитов, эпителиальных клеток кишечника, - 17-30 мкм)

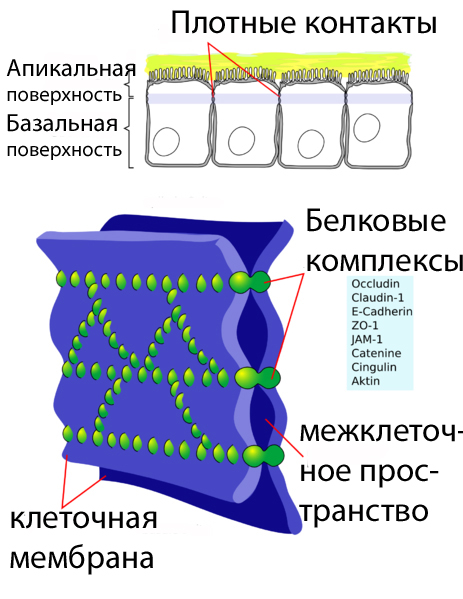
Схематическое изображение плотного контакта

Соотношение холестерина к фосфолипидам в эндотелиальных клетках ГЭБ такое же, как и в эндотелиальных клетках периферических сосудов, и составляет ≈ 0,7. Пассивный транспорт через клеточные мембраны ГЭБ происходит так же, как и пассивная диффузия в других эндотелиальных клетках. В мембранах эндотелиальных клеток содержится большое количество каналов, проницаемых для молекул воды. Они допускают диффузию воды между мозгом и кровеносной системой.
Благодаря отсутствию фенестраций и небольшому числу пиноцитарных везикул эндотелиальная выстилка капилляров мозга становится механическим барьером для крупных молекул и инородных веществ. Кроме этого, ГЭБ обладает значительным электрическим сопротивлением — около 1500—2000 Ом. (для сравнения, электрическое сопротивление для стенок капилляров мышечной ткани составляет лишь 30 Ом.)

### Плотные контакты
Эндотелиальные клетки сосудов мозга плотно прилегают друг к другу. Между их стенками образуются так называемые плотные контакты, роль которых в обеспечении ГЭБ состоит в том, что они предотвращают проникновение в ткань мозга различных нежелательных веществ из кровеносного русла. Плотные контакты между эндотелиальными клетками блокируют межклеточный (парацеллюля́рный) пассивный транспорт. При этом блокируется парацеллюлярный транспорт веществ как из кровеносного русла в ткань мозга, так и в обратном направлении — из мозга в кровь.
Большое количество трансмембранных белков, таких как окклюди́н, разнообразные клауди́ны и замыкательные адгезионные молекулы связывают латеральные отделы клеточных стенок между собой, участвуют в формировании плотных контактов и делают возможным межклеточный транспорт и обмен веществ. Основными белками, обеспечивающими адгезию эндотелиальных клеток и формирование плотных контактов, являются клаудин-5 и клаудин-12. Нокаут гена CLDN5, ответственного за синтез белка клаудина-5, приводил у экспериментальных мышей к тому, что их ГЭБ становился проницаемым для молекул с молярной массой до 800 г/моль. Такие генетически изменённые животные умирали через несколько часов после рождения.

### Базальная мембрана

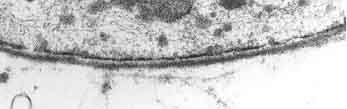
Базальная мембрана эпителиальной клетки

Эндотелиальные клетки полностью покрывают подлежащий белковый слой, называемый база́льной мембраной. Толщина базальной мембраны колеблется от 40 до 50 нм. Она различима только под электронным микроскопом. Состоит в основном из коллагена IV типа, гепаринсульфат-протеоглика́нов, ламини́нов, фибронекти́на и других белков внеклеточного матрикса. Со стороны мозга базальная мембрана ограничена плазматической мембраной пластинчатых окончаний отростков астроцитов.

### Перициты (подоциты)

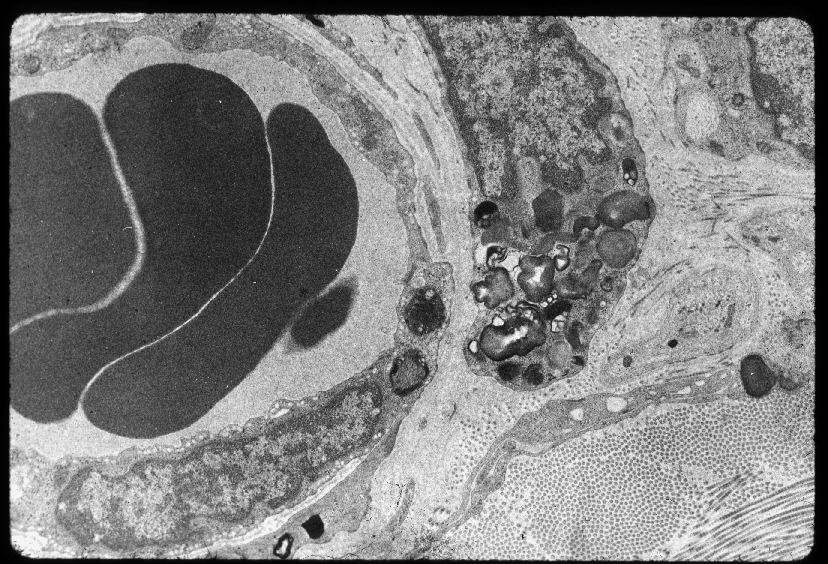
Электронно-микроскопическое изображение перицита (справа) и просвета сосуда с тремя эритроцитами (слева)

Перициты, ранее называвшиеся по имени первооткрывателя Шарля Мари Бенджами́на Руже́ (1824—1904) клетками Руже, являются составной частью ГЭБ. Они обладают несколькими важными для его функционирования свойствами: способностью к сокращению, регулированию функций эндотелия и макрофага́льной активностью.

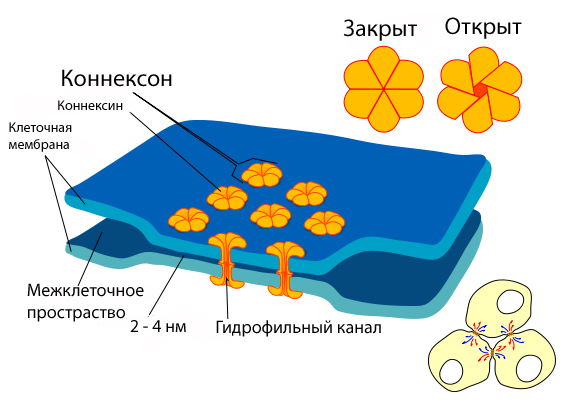
Щелевые клеточные соединения (схема)

Около 20 % поверхности эндотелиальных клеток церебральных капилляров покрыто относительно маленькими, овальными перицитами. Каждая 2—4-я эндотелиальная клетка имеет контакт с клеткой-перицитом. В основном перициты располагаются в местах контакта эндотелиальных клеток. Перициты имеются практически во всех артериолах, венулах и капиллярах организма. Уровень покрытия ими эндотелиального слоя капилляра коррелирует с проницаемостью сосудистой стенки. В органах и тканях с проницаемой сосудистой стенкой они могут мигрировать из кровеносного русла в межклеточное пространство. Так, например, в капиллярах скелетной мускулатуры соотношение перициты: эндотелиоци́ты составляет 1:100.
Перициты, как и эндотелиоциты, располагаются на базальной мембране.
Также перициты синтезируют целый ряд вазоактивных веществ и играют важную роль в а́нгиогене́зе.

#### Клеточные контакты перицит — эндотелиоцит
Перициты крепко связаны с эндотелиоцитами. Эта связь осуществляется благодаря трём типам контактов: щелевым соединениям, фокальным адгезиям и инвагинациям мембраны одной клетки в полость другой. Щелевые соединения непосредственно связывают цитоплазму двух клеток, являясь проницаемыми для ионов и небольших молекул. С помощью фокальных адгезий осуществляется прочная механическая связь двух типов клеток. Инвагинации участков цитоплазмы одной клетки в другую обеспечивают как механическое связывание, так и межклеточный обмен веществ.
Благодаря тесным контактам клетки опосредованно влияют на митотическую активность, экспрессию генов и, соответственно, фенотип друг друга.

#### Сократительная функция
Перициты содержат большое количество способного к сокращению белка актина. Благодаря этой своей структурной особенности они в состоянии изменять просвет капилляров и таким образом регулировать местное кровяное давление.

#### Макрофагальная активность
Данное свойство характерно только для церебральных перицитов. В капиллярной сети мозга они выполняют функцию макрофагов. Соответственно в цитоплазме церебральных перицитов располагается большое количество лизосом. В культуре тканей доказана способность перицитов к фагоцитозу и презентации антигенов.

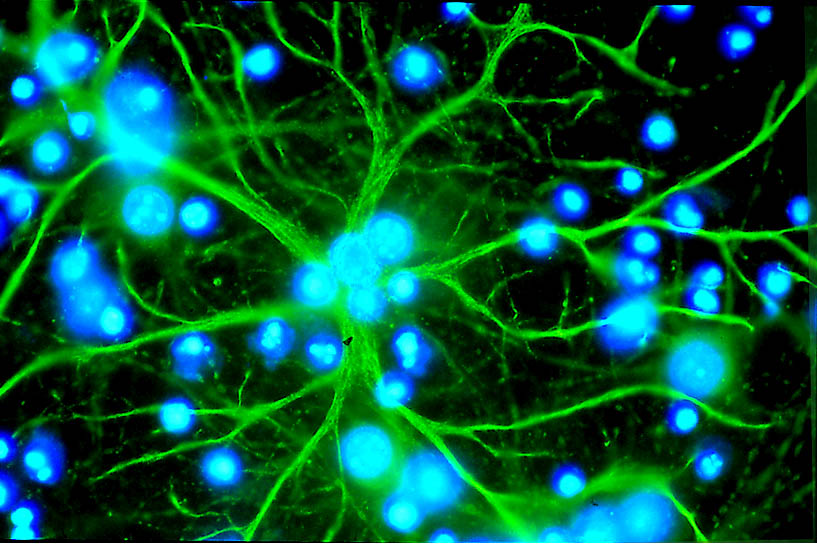
Астроцит (окрашен зелёным) в клеточной культуре

Макрофагальные свойства перицитов образуют «вторую линию защиты мозга» от нейротоксических молекул, которые преодолели барьер эндотелиальных клеток. Таким образом они являются важной составной частью иммунной системы мозга. Сбой макрофагальной активности перицитов может стать одним из факторов развития целого ряда аутоиммунных заболеваний. Имеются данные об опосредованной роли перицитов в развитии болезни Альцгеймера.

### Астроциты

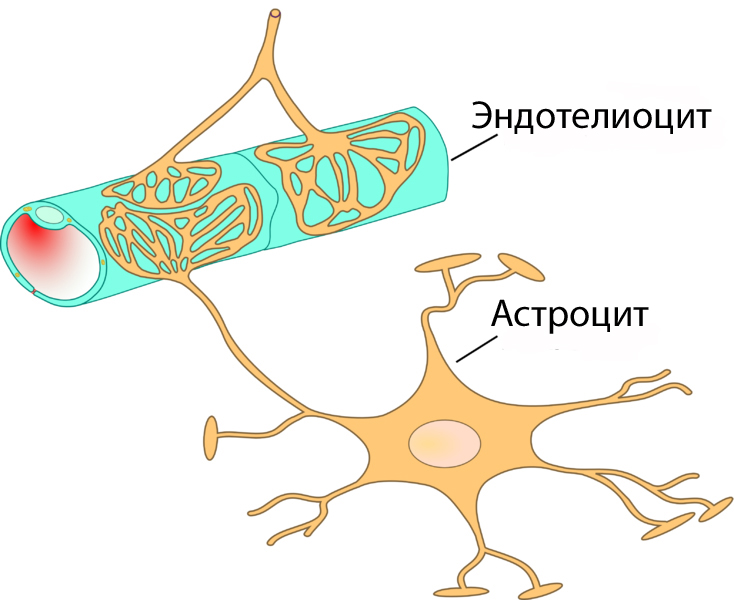
Взаимоотношение астроцитов и эндотелиоцитов

Астроциты — большие нейроглиальные клетки звёздчатой формы. Своими отростками они выстилают стенки мозговых капилляров со стороны мозговой ткани. В то же время, несмотря на то, что пластинчатыми окончаниями их клеточных отростков выстлано около 99 % капиллярных сосудов, астроциты не выполняют прямой барьерной функции. Астроциты тесно взаимодействуют с эндотелиальными клетками. Между ними осуществляется постоянный обмен веществ. Астроглиальные клетки индуцируют возникновение и формирование ГЭБ. При проведении экспериментов по пересадке сосудов мозга в периферические органы и наоборот — периферических сосудов в ткань головного мозга, отмечено формирование ГЭБ в периферических сосудах, пересаженных в мозг (образование плотных контактов, перестройка эндотелиальных клеток), и разобщение эндотелиальных клеток и появление фенестраций между ними при пересадке мозговых сосудов. Также in vitro показано влияние астроцитов на фенотип эндотелия. В клеточной культуре, содержащей астроциты и эндотелиоциты, отмечено более плотное расположение эндотелия по сравнению с его чистой клеточной культурой.
Астроциты выделяют целый ряд веществ, которые влияют на проницаемость эндотелия. Эндотелиоциты в свою очередь выделяют ингибирующий лейкемию фактор (LIF), цитоки́н интерлейки́н-6, которые воздействуют на процесс дифференциации астроцитов. Расстояние от пластинчатых окончаний отростков астроцитов до клеток эндотелия и перицитов составляет всего лишь 20 нм.
Главными задачами астроглиальных клеток является обеспечение нейронов питательными веществами и поддержание необходимой концентрации электролитов внеклеточного пространства. Астроциты синтезируют большую часть необходимого клеткам мозга холестерина. Холестерин не проникает через ГЭБ. В то же время в ткани мозга находится 25 % от общего холестерина организма. Бо́льшая его часть входит в состав миелина, который окутывает отростки нейронов аксоны. Нарушения процессов миелинизации нервных волокон вызывают развитие демиелинизирующих заболеваний, в частности рассеянный склероз.
Пластинчатые окончания отростков астроцитов неплотно покрывают со стороны мозга базальную мембрану сосудистой стенки с расположенными на ней эндотелиоцитами и перицитами. За счёт этого между эндотелиоцитами и тканью мозга возможна прямая диффузия различных веществ.
Заболевания, при которых происходит прямое или опосредованное поражение астроцитов (например, болезнь Альцгеймера, астроцитомы), сопровождаются нарушением функционирования ГЭБ.

### Области мозга без ГЭБ
ГЭБ имеется в капиллярах большинства областей мозга, но не во всех. В циркумвентрикулярных органах ГЭБ отсутствует:
1. Самое заднее поле (лат. area postrema) ромбовидной ямки (дна IV желудочка) — располагается между треугольником блуждающего нерва (лат. trigonum nervi vagi) с окаймляющим его самостоятельным канатиком (лат. funiculus separans) и бугорком тонкого ядра[82]
2. Шишковидное тело (лат. corpus pineale) (синоним — эпифиз)
3. Нейрогипофиз
4. Прикреплённая пластинка (лат. lamina affixa) — эмбриональный остаток стенки конечного мозга, покрывающий верхнюю поверхность таламуса. Медиально она истончается, образует извитую пластинку — сосудистую ленту (лат. tenia choroidea)[83]
5. Субфорника́льный орган
6. Субкомиссура́льный орган

Данная гистологическая особенность имеет своё обоснование. Так например, нейрогипофиз выделяет в кровь гормоны, которые не могут пройти через ГЭБ, а нейроны дна IV желудочка (лат. area postrema) улавливают в крови наличие токсических веществ и стимулируют рвотный центр. Защитным барьером соседней с данными образованиями мозговой ткани является скопление таницитов. Они представляют собой клетки эпендимы с плотными контактами.

### Мозговой кровоток
В среднем просвет капилляра мозгового сосуда составляет около 40 мкм. Наибольшая их плотность отмечена в коре головного мозга — от 300 до 800 капилляров на 1 мм³ ткани.
Суммарная поверхность стенок сосудов мозга составляет 12 — 20 м². Ежеминутно через сосудистую сеть мозга протекает около 610 мл крови со средней скоростью 1 мм/с создавая давление на её стенки 15-35 мм рт. ст. Через капиллярное русло мозга она проходит значительно быстрее (в среднем за 5 секунд), чем в других органах и тканях (для сравнения, в кишечнике, площадь сосудов которого достигает 180 м² среднее время прохождения крови (англ. mean transit time) равно 40 часам, а в печени с 70 м² — 30 секундам.

### Развитие
До конца XX века считалось, что у эмбриона и новорождённых ГЭБ не сформирован в полной степени и соответственно не выполняет своей функции. Причиной этого до сих пор широко распространённого мнения являются недостатки ранее проводившихся физиологических опытов. Эксперименты заключались во введении либо связанных с белками красителей, либо других маркеров взрослым животным и эмбрионам. Первые подобные опыты проводились в 1920 году. Маркеры, вводимые эмбрионам, проникали в ткань мозга и спинномозговую жидкость, в то время как у взрослых животных — нет. В ходе данных экспериментов был допущен ряд методических ошибок (использование чрезмерного объёма вводимого вещества, повышение осмотического давления), из-за которых происходило частичное повреждение сосудистой стенки и соответственно маркер попадал в ткань мозга. При правильной постановке экспериментов пассажа маркера через сосудистую сеть отмечено не было.
В крови плода в большом количестве содержатся молекулы таких веществ как альбумин, α1-фетопротеин и трансферрин, отсутствуя при этом в межклеточном пространстве ткани мозга. В эмбриональном эндотелии обнаружен транспортёр Р-гликопротеин. Это свидетельствует о наличии ГЭБ в пренатальном периоде. В ходе развития организма происходит дальнейшее совершенствование ГЭБ.
Для небольших поляризованных молекул, например инулина и сахарозы, проницаемость ГЭБ эмбриона и новорожденного значительно выше, чем у взрослых. Схожий эффект отмечен и для ионов. Транспорт аминокислот и инсулина через ГЭБ значительно ускорен, по всей видимости, в связи с большой потребностью в них растущего мозга.
С другой стороны, в мозге эмбриона имеется дополнительный, отсутствующий у взрослых, барьер на границе между ликвором и тканью мозга — так называемые ремневы́е контакты (англ. Strap Junctions) между клетками эпендимы.

### Эволюция
В ходе эволюции нервной ткани позвоночных происходит увеличение её объёма. Бо́льшая масса мозга требует лучшего обеспечения питательными веществами и выведения ненужных и отработанных веществ. Это привело к развитию густой капиллярной сети в ткани мозга. Следующим этапом эволюции стало появление защитного барьера от циркулирующих в крови токсичных для нейронов веществ — ксенобиотиков и токсинов.
У многих беспозвоночных ГЭБ отсутствует. У них эндотелий капилляров нервной ткани не образует сплошной выстилки сосудистой стенки. У высших беспозвоночных — насекомых, ракообразных и головоногих — защитный барьер между нейронами и кровью представлен исключительно глиальной тканью. В этом случае речь идёт о глиальном гематоэнцефалическом барьере.
У всех видов позвоночных имеется ГЭБ, и у большинства из них он образован преимущественно клетками эндотелия сосудистой стенки, скреплёнными между собой плотными контактами. Только у пластиножаберных (среди них акул и скатов), а также семейства осетровых рыб ГЭБ формируется периваскулярными астроцитами. Из этого следует, что в процессе эволюции, вероятно, происходит расширение функций эндотелиальных клеток сосудов головного мозга, которые перенимают на себя барьерные функции.
Структурные различия глиального и эндотелиального гематоэнцефалических барьеров достаточно велики. Эндотелиальный барьер имеет целый ряд преимуществ. Одним из них является строгое разграничение функций эндотелиальных клеток и клеток астрогли́и, которые обеспечивают гомеостаз внеклеточной среды вещества мозга.

## Гематоликворный барьер
Кроме гематоэнцефалического барьера существует также гематоликворный, который отделяет центральную нервную систему от кровеносного русла. Он образован эпителиальными клетками с плотными контактами, выстилающими сосудистое сплетение желудочков мозга. Гематоликворный барьер также играет свою роль в поддержании гомеостаза мозга. Через него из крови в омывающую мозг спинномозговую жидкость поступают витамины, нуклеотиды и глюкоза. Общий вклад гематоликворного барьера в процессы обмена между мозгом и кровью невелик. Суммарная поверхность гематоликворного барьера сосудистых сплетений желудочков мозга приблизительно в 5000 раз меньше в сравнении с площадью гематоэнцефалического.
Кроме гематоэнцефалического и гематоликворного барьеров в организме человека существуют гематоплацента́рный, гематотестикуля́рный, гематоклубо́чковый, гематоретина́льный, гематоти́мусный и гематолёгочный барьеры.

## Транспорт веществ через ГЭБ

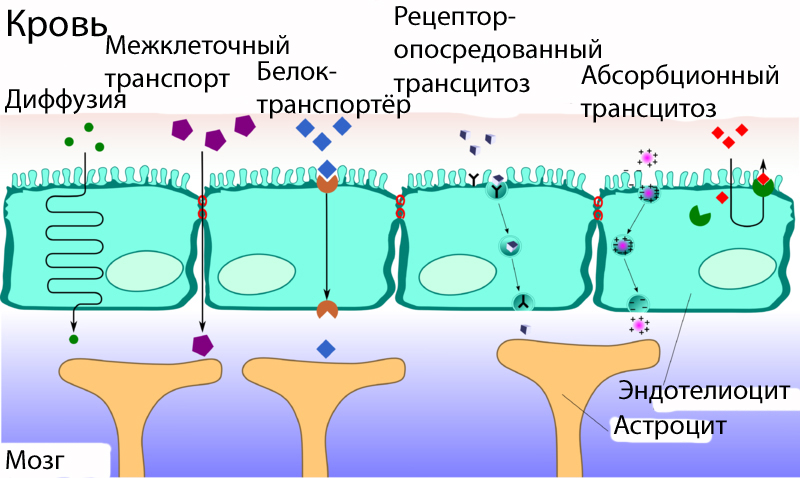
Схема транспорта различных веществ через гематоэнцефалический барьер

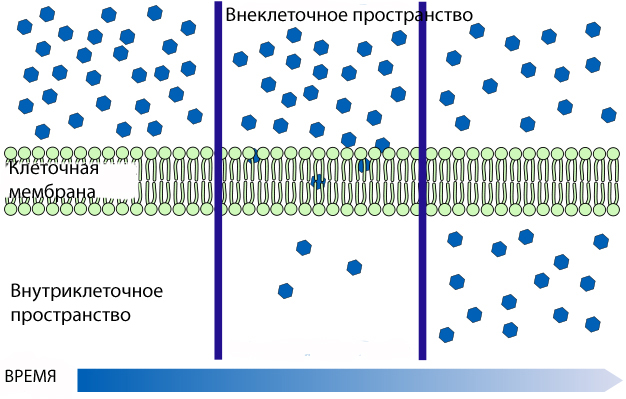
Простая диффузия через клеточную мембрану

Гематоэнцефалический барьер не только задерживает и не пропускает целый ряд веществ из крови в вещество мозга, но и выполняет противоположную функцию — транспортирует необходимые для метаболизма ткани мозга вещества. Гидрофобные вещества и пептиды проникают в мозг либо с помощью специальных транспортных систем, либо через каналы клеточной мембраны. Для большинства других веществ возможна пассивная диффузия.

### Межклеточный транспорт
В капиллярах периферических органов и тканей транспорт веществ осуществляется в основном через фенестра́ции сосудистой стенки и межклеточные промежутки. В норме между клетками эндотелия сосудов мозга такие промежутки отсутствуют. В связи с этим питательные вещества проникает в мозг лишь через клеточную мембрану. Вода, глицерин и мочевина являются примерами тех небольших поляризованных молекул, которые могут свободно диффундировать через плотные контакты между эндотелиальными клетками ГЭБ.

### Свободная диффузия

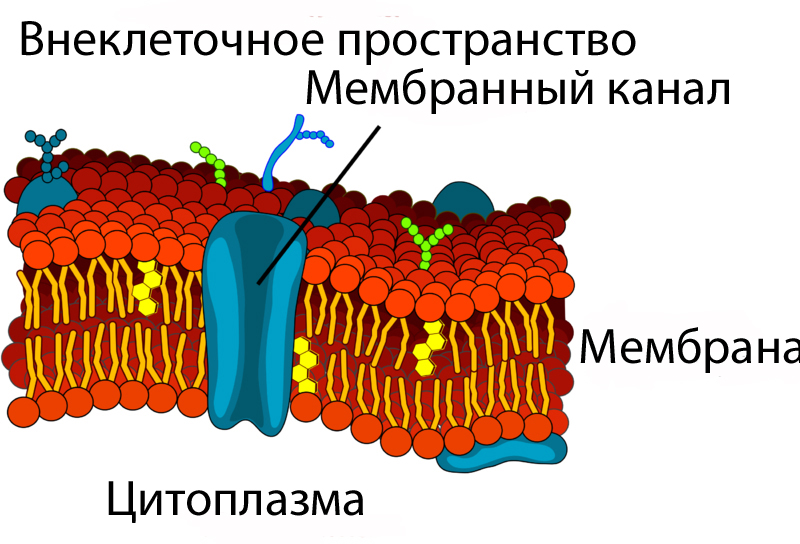
Схематическое изображение канала клеточной мембраны. В середине изображена молекула белка аквапори́на, образующего канал

Самой простой формой транспорта через ГЭБ является свободная (или пассивная) диффузия. Она может осуществляться как через клеточные мембраны эндотелиоцитов, так и через плотные межклеточные контакты. Для диффузии веществ движущей силой является разница концентраций. Диффузия веществ пропорциональна градиенту концентраций в кровеносном русле и ткани мозга. Для неё не требуется затрат клеточной энергии.
Липофи́льные структурные элементы клеточной мембраны, а также плотные межклеточные контакты снижают количество веществ, которые могут свободно диффундировать через ГЭБ. Проницаемость ГЭБ напрямую зависит от липофильности каждого конкретного вещества.
Проницаемость ГЭБ также зависит от молярной массы вещества. Молекулы с массой более 500 г/моль не могут диффундировать через ГЭБ. В то же время ГЭБ не является механическим барьером, который свободно пропускает молекулы меньшего размера и не пропускает большего. Процесс клеточной диффузии является динамическим, при этом он легче для веществ с молярной массой 200 г/моль, чем для веществ с 450 г/моль. Чем липофильнее и меньше вещество, тем легче оно диффундирует через клеточную мембрану.

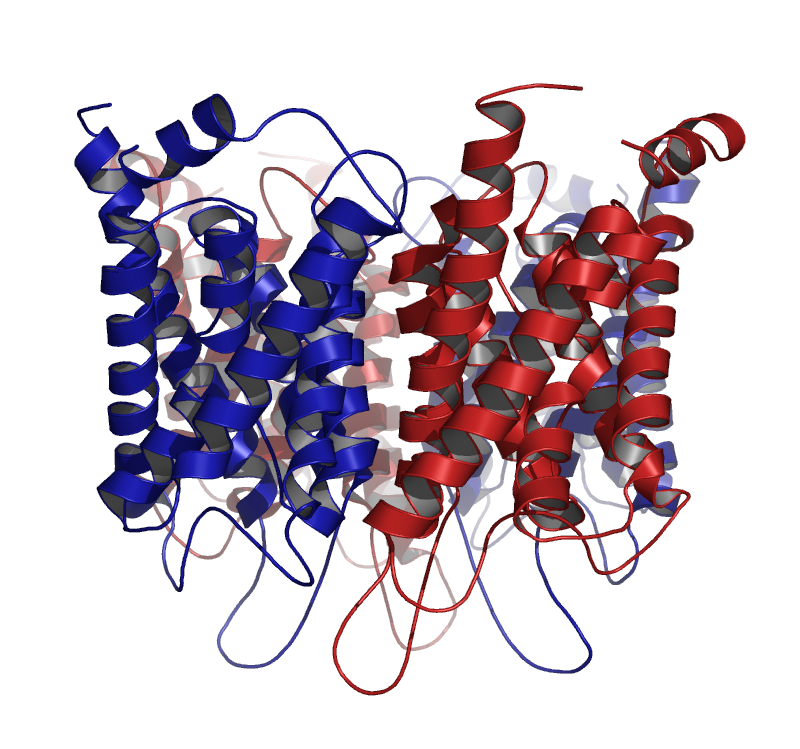
Модель аквапорина — молекулы воды могут свободно поступать в клетку через центр белковой молекулы, образующей канал

Немецким биофизиком Германном Тро́йбле в 1971 году была высказана гипотеза о транспорте молекул с низкой массой через клеточную мембрану. Согласно ей они проникают в клетку через небольшие промежутки между цепями жирных кислот двойного слоя мембраны. Эти промежутки изменчивы, их образование не требует клеточной энергии. Теория Тройбле была спектроскопически доказана в 1974 году.
Прогноз и исследования проницаемости ГЭБ тем или иным веществом возможно проводить как in vitro так и in silico.
Липофильность и небольшая молекулярная масса не являются гарантией проницаемости ГЭБ для каждого конкретного вещества. Высокомолекулярные соединения (например, моноклона́льные антитела, рекомбина́нтные белки и другие) удерживаются ГЭБ.

### Канальцевая проницаемость
Небольшие полярные вещества, например молекулы воды, с трудом могут диффундировать через гидрофобные отделы клеточной мембраны эндотелиоцита. Несмотря на это доказана высокая проницаемость ГЭБ для воды.
В клеточной мембране эндотелиоцита располагаются специальные гидрофильные каналы — аквапоры. В эндотелии периферических сосудов они образованы белком аквапорином-1 (AQP1), экспрессия которого ингибируется астроцитами в клетках сосудов мозга. На поверхности мембран клеток капиллярной сети мозга представлены в основном аквапорин-4 (AQP4) и аквапорин-9 (AQP9).
Через аквапоры происходит регуляция содержания воды в веществе мозга. Они делают возможным быструю диффузию воды как в направлении мозга так и в направлении сосудистого русла в зависимости от осмотического градиента концентраций электролитов. Для глицерина, мочевины и ряда других веществ на поверхности клеточных мембран формируются собственные каналы — акваглицеропорины. В ГЭБ они представлены в основном белком аквапорином-9 (который также образует аквапоры).

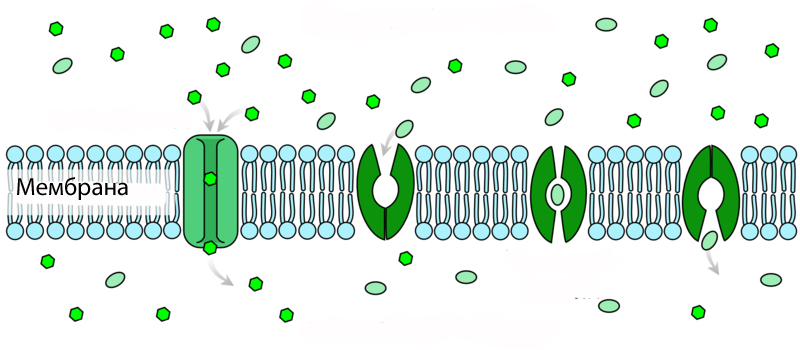
Схематическое изображение облегчённой диффузии (справа) и мембранного канала (слева)

Процесс транспорта молекул через специализированные каналы осуществляется быстрее активного переноса с помощью специальных белков транспортёров. В то же время различные биологически активные вещества могут активировать или инактивировать транспортные каналы расположенные на клеточных мембранах.

### Облегчённая диффузия
Особой формой диффузии через клеточную мембрану является облегчённая диффузия. Целый ряд необходимых для мозга веществ, как например, глюкоза и многие аминокислоты, полярны и слишком велики для непосредственной диффузии через клеточную мембрану. Для них на поверхности клеточных мембран эндотелиоцитов располагаются специальные транспортные системы. Например, для глюкозы и аскорбиновой кислоты (витамина С) это GLUT-1-транспортёр. Их количество на поверхности обращённой в полость сосуда в 4 раза больше, чем на обращённой к мозгу.
Кроме транспортёров глюкозы на поверхности эндотелия располагаются множество белковых молекул выполняющих подобную функцию для других веществ. Так например MCT-1 и MCT-2 ответственны за перенос лактата, пирувата, мевалоновой кислоты, бутиратов и ацетатов. SLC7 транспортирует аргинин, лизин и орнитин. В геноме мыши выявлено 307 генов отвечающих за синтез SLC-белков, ответственных за облегчённую диффузию через клеточную мембрану различных веществ.
Транспортёры могут осуществлять перенос веществ в одном либо двух направлениях. В отличие от активного транспорта облегчённая диффузия направлена в сторону пространства (внутри- или внеклеточного) с меньшей концентрацией вещества и не требует затрат клеточной энергии.

### Активный транспорт

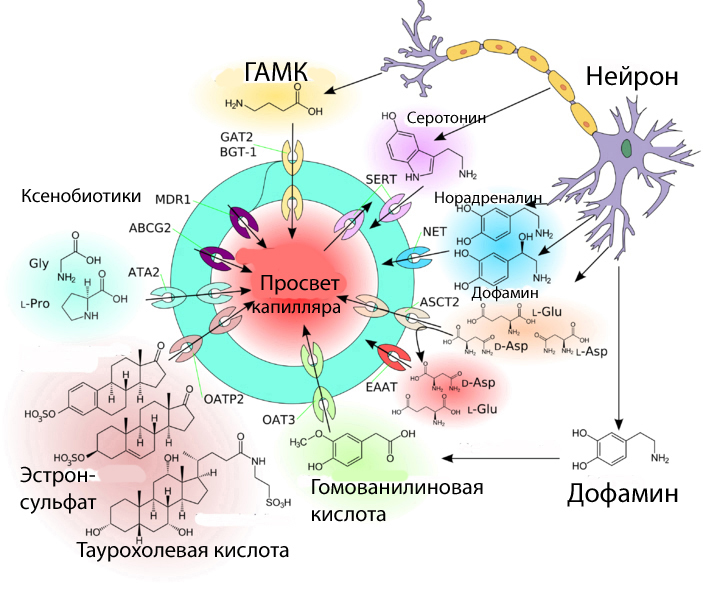
Выведение веществ из ткани мозга в кровеносное русло

В отличие от пассивного транспорта, не требующего затрат энергии, активный заключается в переносе веществ в пространство с большей концентрацией вещества и требует больших затрат клеточной энергии, получаемой при распаде молекул АТФ. При активном транспорте веществ из кровеносного русла в ткань мозга говорят о притоке вещества (англ. influx), в обратном направлении — об оттоке (англ. efflux).
В ГЭБ располагаются активные транспортёры энкефалина, антидиуретического гормона, [D-пеницилламин2,D-пеницилламин5]-энкефалина (DPDPE).
Первым идентифицированным Efflux-транспортёром ГЭБ является Р-гликопротеин, который закодирован геном MDR1.
Впоследствии были открыты относящийся к классу ABC-транспортёров Multidrug Resistance-Related Proteine (MRP1), Breast Cancer Resistance Proteine (BCRP) расположенный преимущественно на обращённой в просвет сосуда поверхности.
Некоторые Efflux- и Influx-транспортёры являются стереоселективными, то есть переносят лишь определённый стереоизомер (энантиомер) того или иного вещества. Так например, D-изомер аспарагиновой кислоты является прекурсором N-метил-D-аспартата (NMDA), который влияет на секрецию различных гормонов: лютеинизирующего гормона, тестостерона или окситоцина. L-изомеры аспарагиновой и глутаминовой кислоты являются стимулирующими аминокислотами и их избыток токсичен для ткани мозга. Efflux-транспортёр ASCT2 (аланин-серин-цистеин-транспортёр) ГЭБ выводит в кровеносное русло L-изомер аспарагиновой кислоты, чьё накопление имеет токсический эффект. Необходимый для формирования NMDA D-изомер поступает в мозг с помощью других транспортных белков (EAAT, SLC1A3, SLC1A2, SLC1A6).
В эпилептогенной ткани в эндотелии и астроцитах представлено большее количество белка Р-гликопротеина по сравнению с нормальной тканью мозга.
На клеточных мембранах эндотелиоцитов располагаются также транспортёры анионов (OAT и OATP). Большое количество Efflux-транспортёров выводят из эндотелиоцитов целый ряд веществ в кровеносное русло.
Для многих молекул до сих пор не ясно выводятся ли они путём активного транспорта (с затратами клеточной энергии) или путём облегчённой диффузии.

### Везикулярный транспорт

#### Рецептор-опосредованный трансцитоз

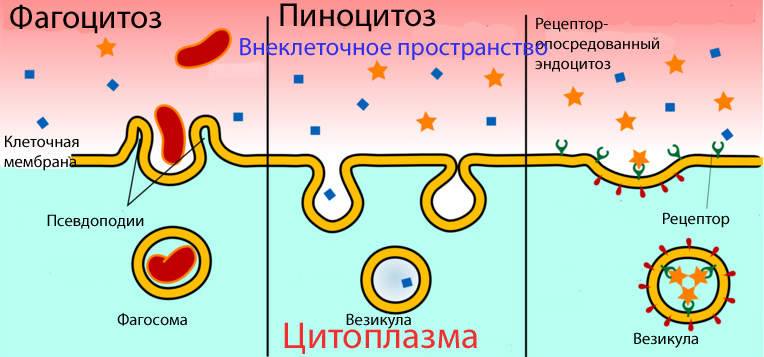
Сравнительная схема фагоцитоза, пиноцитоза и рецептор-опосредованного эндоцитоза

С помощью рецептор-опосредованного трансцито́за происходит перенос больших молекул. На обращённой в просвет сосуда поверхности клетки расположены специальные рецепторы для опознавания и связывания определённых веществ. После контакта рецептора с веществом-мишенью происходит их связывание, участок мембраны инвагинируется в полость клетки и образуется внутриклеточный пузырёк — везикула. Затем она перемещается к обращённой к нервной ткани поверхности эндотелиальной клетки, сливается с ней и высвобождает связанные вещества. Таким образом во внеклеточное пространство мозга переносятся состоящий из 679 аминокислот белок трансферрин массой 75,2 кДа, липопротеины низкой плотности из которых образуется холестерин, инсулин и другие пептидные гормоны.

#### Абсорбцио-опосредованный трансцитоз
Одним из подвидов везикулярного транспорта является абсорбцио-опосредованный трансцитоз. Отмечается «прилипание» ряда положительно заряженных веществ (катионов) к отрицательно заряженной клеточной мембране с последующем образованием везикулярного пузырька и его переносом к противоположной поверхности клетки. Данный вид транспорта также называется катионным. Он проходит относительно быстрее рецептор-опосредованного трансцитоза.

## Исследование проницаемости
Появление большого количества новых лекарственных веществ сделало изучение степени проницаемости ГЭБ для различных веществ крайне актуальным. Это относится не только к тем препаратам, которые используются в неврологии и нейрохирургии и чьё действие непосредственно зависит от их способности преодолевать ГЭБ, но и тем, которые используются в других областях медицины. Для исследования проницаемости ГЭБ применяется ряд методов. Классическим является проведение опытов на живых организмах (in vivo). Новые достижения науки сделали возможными эксперименты на клеточных культурах (in vitro), а также моделирование процесса на компьютере (in silico). Результаты, полученные у млекопитающих (in vivo), могут быть использованы для описания проницаемости ГЭБ для того или иного вещества у человека.

### Физические основы
Для определения проницаемости ГЭБ Ренкином (1959) и Кроне (1965) предложена модель, которая основывается на исследовании одного капилляра. Несмотря на свою упрощённость, она приближена к реальности. На основании данной модели определяется величина Кроне-Ренкина, которая показывает, какая часть вещества при прохождении через кровеносное русло мозга проникнет через ГЭБ. При её значении менее 0,2 ГЭБ слабопроницаем для вещества, при 0,2-0,8 — умеренно проницаем.

### Исследования in silico
Симуляция процесса с использованием ЭВМ проводится в самых ранних фазах исследования. Высчитывается уровень свободной диффузии, учитывая ряд характеристик вещества: его липофильность, молярную массу, количество водородных связей и др.

### Исследованияin vitro
Опыты in vitro проводятся для изучения транспортных процессов на клеточном уровне на изолированных капиллярах. В ходе эксперимента у подопытного животного выделяются сосуды. Обязательным является сохранение в них метаболической активности. Затем они помещаются между растворами с различными концентрациями исследуемых веществ. Молекулы могут быть маркированы. Метод позволяет определить проницаемость ГЭБ для конкретного вещества, а также процессы его переноса.

### Исследованияin vivo
Первым, кто провёл in vivo исследования ГЭБ, был Пауль Эрлих. Эксперименты по проницаемости тех или иных веществ через ГЭБ заключаются в их непосредственном введении в кровеносное русло, а затем определении содержания в ткани мозга. По Вальтеру (F. Walter, 1929), вещества, применяемые с этой целью, должны удовлетворять следующим требованиям: распределяться в крови и цереброспинальной жидкости до того, как наступает их выделение, не расщепляться в организме и не связываться с белками; они не должны изменять состояние ГЭБ и приносить вред организму. Лишь при выполнении этих условий возможно определение проницаемости ГЭБ для определённого вещества in vivo.

## Повреждения ГЭБ
Повреждения ГЭБ у человека наблюдаются при целом ряде заболеваний. Их коррекция рассматривается как терапевтическая стратегия.

### Синдром дефицита белка GLUT-1
Синдром дефицита белка GLUT-1 (G93.4 по международной классификации болезней ВОЗ) — редкое аутосомно-доминантное наследственное заболевание, при котором отмечается нарушение синтеза белка GLUT-1, который ответственен за проницаемость ГЭБ для глюкозы и аскорбиновой кислоты. Заболевание проявляется в раннем детском возрасте. Недостаток поступления в ткань мозга глюкозы вызывает развитие микроцефалии, психомоторных нарушений, атаксии и целого ряда других неврологических расстройств.

### Наследственная мальабсорбция фолиевой кислоты
Наследственная мальабсорбция фолиевой кислоты (D52.8 по международной классификации болезней ВОЗ) — редкое аутосомно-рецессивное наследственное заболевание, при котором отмечается недостаток синтеза белка, обеспечивающего проницаемость ГЭБ для фолиевой кислоты.

### Болезнь Альцгеймера
Нарушение функционирования ГЭБ при болезни Альцгеймера приводит к увеличению количества амилоида β в мозге. Снижение количества спинномозговой жидкости приводит к повышению концентрации нейротоксичных веществ. Нейроваскулярная гипотеза патогенеза болезни Альцгеймера предполагает, что накопление амилоида β также связано с нарушением функционирования транспортеров, опосредующих перенос вещества из мозга в кровь, например, P-гликопротеина и LRP1. При воспалительных процессах повышается захват амилоида β перицитами, что приводит к их гибели. Кроме того, при болезни Альцгеймера снижена эффективность транспорта инсулина через ГЭБ, играющего нейропротекторную роль.

### Сахарный диабет
Сахарный диабет (E10-E14 по международной классификации болезней ВОЗ) является заболеванием, при котором возникает целый ряд функциональных и структурных изменений различных органов и тканей организма. Также отмечаются значительные изменения ГЭБ, которые проявляются в физикохимической перестройке мембраны эндотелиальных клеток и плотных контактов между ними.

### Рассеянный склероз
См. также Хроническая цереброспинальная венозная недостаточность
Рассеянный склероз (G35 по международной классификации болезней ВОЗ) — хроническое прогрессирующее заболевание нервной системы, при котором отмечается преимущественное поражение белка миелина ткани мозга.
Сосуды мозга здоровых людей непроницаемы для клеток крови, в том числе иммунных клеток. У больных рассеянным склерозом происходит миграция активированных Т-лимфоцитов в паренхиму мозга через ГЭБ, повышается уровень провоспалительных цитокинов — γ-интерферона, ФНО-α, ИЛ-1 и других; активируются В-лимфоциты. В результате начинают синтезироваться антитела к белку миелину, что приводит к формированию очагов воспалительной демиелинизации.

### Ишемический инсульт

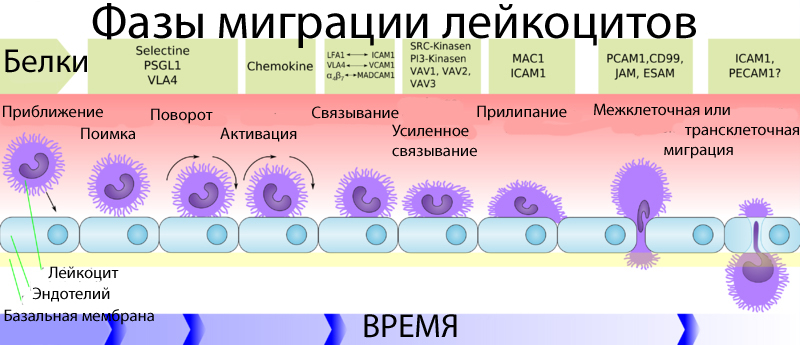
Схема миграции лейкоцитов через ГЭБ

Ишемический инсульт (I63 по международной классификации болезней ВОЗ) — острое нарушение мозгового кровообращения, обусловленное недостаточностью поступления крови к участкам центральной нервной системы.
Ишемический инсульт приводит к высвобождению оксидантов, протеолитических ферментов и цитокинов в ткани мозга, что в итоге вызывает развитие цитотоксического отёка и изменение проницаемости ГЭБ. В результате запускается процесс миграции лейкоцитов через эндотелий в ткань мозга, которые вызывают в том числе поражение здоровых клеток нервной ткани.

### Бактериальная инфекция центральной нервной системы
Лишь немногие попадающие в кровь патогенные микроорганизмы способны проникать через ГЭБ. К ним относятся менингококки (лат. Neisseria meningitidis), некоторые виды стрептококков — в том числе пневмококки (лат. Streptococcus pneumoniae), гемофильная палочка (лат. Haemophilus influenzae), листерии, кишечные палочки (лат. Escherichia coli) и ряд других. Все они могут вызывать воспалительные изменения как мозга — энцефалит, так и его оболочек — менингит. Точный механизм проникновения этих патогенов через ГЭБ до конца не изучен, однако показано, что воспалительные процессы оказывают влияние на этот механизм. Так, воспаление, вызванное листериями, может привести к тому, что ГЭБ становится проницаемым для данных бактерий. Прикрепившись к эндотелиоцитам капилляров мозга, листерии выделяют целый ряд липополисахаридов и токсинов, которые в свою очередь воздействуют на ГЭБ, делая его проницаемым для лейкоцитов. Проникшие в ткань мозга лейкоциты запускают воспалительный процесс, в результате которого ГЭБ пропускает и бактерии.
Пневмококки секретируют фермент группы гемолизинов, который образует поры в эндотелии, через которые и проникает бактериальный агент.
Менингококки и E. coli проникают через ГЭБ трансэндотелиально.

### Вирусы и ГЭБ
Кроме бактерий, через ГЭБ в ткань мозга могут проникать некоторые вирусы. К ним относятся цитомегаловирус, вирус иммунодефицита человека (ВИЧ) и Т-лимфотропный вирус человека (HTLV-1).

### Опухоли головного мозга
Внутримозговые опухоли головного мозга (глиобластомы, метастазы в мозг и др.) выделяют целый ряд веществ, которые дезинтегрируют работу ГЭБ и нарушают его избирательную проницаемость. Такие повреждения гематоэнцефалического барьера вокруг опухоли может вызвать вазогенный отёк мозга.

## Проницаемость ГЭБ для антибактериальных препаратов
ГЭБ избирательно проницаем для различных лекарственных веществ, что учитывается в медицине при назначении препаратов для лечения заболеваний центральной нервной системы (ЦНС). Такие препараты должны проникать в ткань мозга к клеткам-мишеням. Также имеет значение то, что при инфекционно-воспалительных заболеваниях ЦНС проницаемость ГЭБ повышается, и через него могут проходить те вещества, для которых он в нормальном состоянии служил непреодолимой преградой. Особенно актуально это для антибактериальных препаратов.
Проникновение антибактериальных препаратов через ГЭБ
| Хорошо         | Хорошо при воспалении          | Плохо даже при воспалении | Не проникают |
| -------------- | ------------------------------ | ------------------------- | ------------ |
| Изониазид      | Азтреонам                      | Гентамицин                | Клиндамицин  |
| Пефлоксацин    | Амикацин                       | Карбенициллин             | Линкомицин   |
| Рифампицин     | Амоксициллин                   | Макролиды                 |              |
| Хлорамфеникол  | Ампициллин                     | Норфлоксацин              |              |
| Ко-тримоксазол | Ванкомицин                     | Стрептомицин              |              |
|                | Меропенем                      | Ломефлоксацин             |              |
|                | Офлоксацин                     |                           |              |
|                | Цефалоспорины III—IV поколения |                           |              |
|                | Ципрофлоксацин                 |                           |              |
|                | Левофлоксацин                  |                           |              |